# Фантастические звери и места их обитания
«Фантастические звери и места их обитания», или «Фантастические твари и где они обитают» (англ. Fantastic Beasts and Where to Find Them) — книга, написанная Джоан Роулинг и выпущенная в издательстве Блумсбери в 2001 году, а также одноимённая вымышленная книга из вселенной Гарри Поттера. В серии романов о Гарри Поттере эта книга является учебником по дисциплине Уход за магическими существами. Выручка от продажи вместе с книгой «Квиддич с древности до наших дней» составила 15,7 млн фунтов стерлингов, около 80 % прибыли направлены в благотворительный фонд Comic Relief.

## Вымышленная книга
«Фантастические звери и места их обитания» — это копия книги, принадлежащей Гарри Поттеру, написанной Ньютом Саламандером, известным магическим зоологом.
В книге рассмотрена история магической зоологии, дано определение понятиям «фантастический зверь» и «фантастическое существо», указаны отличия между ними, описана история сокрытия магических зверей от маглов, приведена классификация зверей, принятая Министерством магии, описано 75 различных видов, найденных по всему миру. Информация, содержащаяся в книге, собрана Саламандером в течение многих лет наблюдений и путешествий по 5 континентам. Книга является обязательным учебным пособием для студентов первого курса Хогвартса. Введение к этой книге написано Альбусом Дамблдором.
Примечательной особенностью книги являются пометки, оставленные Гарри и Роном. Так, например, из них мы узнаём, что Хогвартс находится в Шотландии.

## Ньют Саламандер
Ньют Саламандер (англ. Newt Scamander) — вымышленный автор книги, родился в 1897 году. Согласно секции книги «Об Авторе», Саламандер стал магическим зоологом из-за собственного интереса к невероятным животным и благодаря поддержке своей матери, восторженного селекционера Гиппогрифов.
Он не окончил Хогвартс, но чуть позже получил работу в Министерстве магии в Отделе регулирования магических популяций и контроля над ними. Затем два года работал в отделе по учёту домашних эльфов, занимался созданием реестра оборотней в 1947 году. В 1965 году ввёл запрет на экспериментальное размножение. Удостоен ордена Мерлина второй степени.
Теперь, уйдя на пенсию, он живёт в Дорсете со своей женой Порпентиной, сыном и тремя ручными жмырами.
Хотя Роулинг никогда не скрывала тот факт, что она является автором книги, «Ньют Саламандер» можно счесть её псевдонимом, поскольку он — технически автор, указанный на обложке книги.

## Экранизация
В 2013 году стало известно, что киностудия Warner Bros. снимет фильм «Фантастические твари и где они обитают» по этой книге. Сценарий был написан самой Роулинг. Фильм не о главных героях серии, но действие происходит во вселенной Гарри Поттера. Действия разворачиваются в Нью-Йорке с автором книги Ньютом Саламандером, которого сыграл Эдди Редмэйн. Роль ведьмы Тины, с которой главный герой, по сюжету, встречается во время визита в США, досталась Кэтрин Уотерстон. 15 декабря 2015 года вышел первый трейлер проекта. Премьера фильма состоялась 17 ноября 2016 года. Картина оказалась успешной в прокате собрав свыше $800 млн. В 2018 и 2022 годах вышло продолжение.